# Шоул-Крік (Алабама)
Шоул-Крік (англ. Shoal Creek) — переписна місцевість (CDP) в США, в окрузі Шелбі штату Алабама. Населення — 1668 осіб (2020).

## Географія
Шоул-Крік розташований за координатами 33°25′51″ пн. ш. 86°36′39″ зх. д. / 33.43083° пн. ш. 86.61083° зх. д. (33.430763, -86.610925).  За даними Бюро перепису населення США в 2010 році переписна місцевість мала площу 13,73 км², з яких 12,96 км² — суходіл та 0,77 км² — водойми.

## Демографія
Згідно з переписом 2010 року, у переписній місцевості мешкало 1400 осіб у 535 домогосподарствах у складі 427 родин. Густота населення становила 102 особи/км².  Було 608 помешкань (44/км²).
Расовий склад населення:
| - 92,4 % — білих - 4,8 % — чорних або афроамериканців - 2,2 % — азіатів - 0,1 % — корінних американців |

До двох чи більше рас належало 0,1 %. Частка іспаномовних становила 1,4 % від усіх жителів.
За віковим діапазоном населення розподілялося таким чином: 26,6 % — особи молодші 18 років, 60,0 % — особи у віці 18—64 років, 13,4 % — особи у віці 65 років та старші. Медіана віку мешканця становила 40,5 року. На 100 осіб жіночої статі у переписній місцевості припадало 96,4 чоловіків;  на 100 жінок у віці від 18 років та старших — 95,8 чоловіків також старших 18 років.
Середній дохід на одне домашнє господарство  становив 129 042 долари США (медіана — 114 018), а середній дохід на одну сім'ю — 138 477 доларів (медіана — 128 472). За межею бідності перебувало 2,6 % осіб, у тому числі 2,1 % дітей у віці до 18 років та 0,0 % осіб у віці 65 років та старших.
Цивільне працевлаштоване населення становило 681 осіб. Основні галузі зайнятості: освіта, охорона здоров'я та соціальна допомога — 30,0 %, фінанси, страхування та нерухомість — 19,7 %, науковці, спеціалісти, менеджери — 10,6 %, виробництво — 6,0 %.